# Typhoon (bromfiets)
Typhoon is een historisch Nederlands merk van bromfietsen.
De bedrijfsnaam was Typhoon: N.V. Handelsmaatschappij A. Knibbe, Amersfoort, later C.S. Olthof, Geleen.
Het is een Nederlands merk dat vanaf 1952 bromfietsen met Garelli-Mosquito-blokken en blokken van HMW, Zündapp, Morini, ILO en Sachs bouwde.
Eind jaren vijftig van de 20e eeuw ging men ook de Italiaanse Giulietta-bromfietsen onder de merknaam Typhoon verkopen. In oktober 1968 ging Knibbe failliet, maar de naam Typhoon werd in 1969 verkocht aan C.S. Olthof in Geleen, die opnieuw Giulietta-bromfietsen als Typhoon ging verkopen.